# Gonatus
Gonatus Gray, 1849 è un genere di molluschi cefalopodi appartenente alla famiglia Gonatidae.

## Descrizione
I membri del genere hanno pinne cuoriformi che si prolungano all'apice posteriore del corpo in una coda cartilaginosa. Nella parte centrale della clava tentacolare (mano) vi è almeno un uncino ben sviluppato; in quasi tutte le specie vi sono altri uncini lungo la linea mediana della mano, più grandi centralmente e di minori dimensioni nelle zone distali. Le braccia portano uncini ben sviluppai in due serie mediane; gli uncini sono già presenti dallo stadio di paralarva o immediatamente in seguito..

## Distribuzione e habitat
Tutte le specie del genere sono diffuse nell'oceano Pacifico settentrionale tranne G. fabricii e G. steenstrupi che invece popolano l'oceano Atlantico del nord e G. antarcticus endemico dell'oceano Meridionale e dell  acque antartiche.
I membri del genere Gonatus popolano prevalentemente la zona mesopelagica e la parte superiore della zona batipelagica. Certe specie, che effettuano migrazioni nictemerali. possono trovarsi a profondità molto basse durante la notte.

## Bologia

### Predatori
Sono importanti prede per cetacei odontoceti e per pesci oceanici quali gadidi, salmonidi, anoplopomatidi e sebastidi.

## Pesca
Sebbene le specie del genere abbiano carne di consistenza gradevole e raggiungano talora dimensioni interessanti non sono soggette ad attività di pesca specifica.

## Tassonomia
Il genere comprende 12 specie::
- Gonatus antarcticus Lönnberg, 1898
- Gonatus berryi Naef, 1923
- Gonatus californiensis Young, 1972
- Gonatus fabricii (Lichtenstein, 1818)
- Gonatus kamtschaticus (Middendorf, 1849)
- Gonatus madokai Kubodera & Okutani, 1977
- Gonatus middendorffi Kubodera & Okutani, 1981
- Gonatus onyx Young, 1972
- Gonatus oregonensis Jefferts, 1985
- Gonatus pyros Young, 1972
- Gonatus steenstrupi Kristensen, 1981
- Gonatus ursabrunae Jefferts, 1985